# ドイチェ・フースバルマイスターシャフト1922-1923
ドイチェ・フースバルマイスターシャフト 1922-1923 はドイツサッカー協会によって開催された第16回目のクラブチーム全国大会である。ハンブルガーSVが初優勝し、1回目のドイチャー・フースバルマイスターの座に就いた。

## 概要
西部ドイツ競技協会 (WSV)は、ヴェストドイチェ・マイスターシャフトの予選ブロックにあたる各地区リーグ戦で、一シーズンを二年間かけて行い、四年に一度昇降格を行うという新方式を導入した。過興奮するスタンドとフィールド上のぶつかりあいが、少しはマイルドになるだろうと期待しての改革である。
昨季は抗議により優勝をさらったアルミニア・ビーレフェルトだが、1923年4月22日の決勝でTuRUデュッセルドルフを1-3のビハインドから逆転して4-3で下し、西部を連覇した。2023年4月22日、ハノーファー96を招いてこの試合の100周年を祝うエキシビションマッチが行われ、記念ユニフォームも作成された。
北東部王者VfBケーニヒスベルクは過去2シーズン、北東部のバルティッシェ・マイスターシャフトで一度優勝を逃し、抗議によってその結果を覆して優勝するも、全国出場権を変更するには時すでに遅し、というパターンを繰り返してきた。しかし今季のケーニヒスベルクはピッチ外の力に頼らず、ピッチ上のパフォーマンスだけで堂々と優勝を飾っている。
労働者体操・スポーツ協会のドイチェ・マイスターシャフトではVfLライプツィヒ＝シュテッテリッツが優勝。ドイツ青年活力は全国大会を開催しなかった。

## 出場クラブ[2]
| クラブ                                | 出場資格                                                          |
| VfBケーニヒスベルク                   | バルティッシェ・フースバルマイスターシャフト1922-1923優勝         |
| フェアアイニヒテ・ブレスラオアーSpfr. | ズュートオストドイチェ・フースバルマイスターシャフト1922-1923優勝 |
| SCウニオン・オーバーシェーネバイデ    | ベルリナー・フースバルマイスターシャフト1922-1923優勝             |
| SVグーツ＝ムーツ・ドレスデン          | ミッテルドイチェ・フースバルマイスターシャフト1922-1923優勝       |
| ハンブルガーSV                        | ノルトドイチェ・フースバルマイスターシャフト1922-1923優勝         |
| 1. ビーレフェルダーFCアルミニア       | ヴェストドイチェ・フースバルマイスターシャフト1922-1923優勝       |
| SpVggフュルト                         | ズュートドイチェ・フースバルマイスターシャフト1922-1923優勝       |

## 準々決勝
開催日：1923年5月6日・13日・20日

会場：ツァボ (ニュルンベルク)、シュターディオン・アン・デア・カストロパー・シュトラーセ (ボーフム)、アルトナ93=シュターディオン (ハンブルク＝アルトナ)、ドイッチェス・シュターディオン (ベルリン)
| チーム #1                          | スコア | チーム #2                             |
| ---------------------------------- | ------ | ------------------------------------- |
| ハンブルガーSV                     | 2–0    |                                       |
| SpVggフュルト                      | 4–0    | フェアアイニヒテ・ブレスラオアーSpfr. |
| SCウニオン・オーバーシェーネバイデ | 0–0    | 1.FCビーレフェルダーFCアルミニア      |

- VfBケーニヒスベルクはシード。

### 再試合
開催日：5月13日

会場：ドイッチェス・シュターディオン
| チーム #1                          | スコア | チーム #2                      |
| ---------------------------------- | ------ | ------------------------------ |
| SCウニオン・オーバーシェーネバイデ | 2–1    | 1.ビーレフェルダーFCアルミニア |

## 準決勝
開催日：1923年5月27日

会場：ハンス=ペルスター=カンプフバーン (シュテッティン)、シュターデイオン・アム・ツォー (ハレ・アン・デア・ザーレ)

| チーム #1                          | スコア | チーム #2           |
| ---------------------------------- | ------ | ------------------- |
| ハンブルガーSV                     | 3–2    | VfBケーニヒスベルク |
| SCウニオン・オーバーシェーネバイデ | 2–1    | SpVggフュルト       |

## 決勝
| SCウニオン・オーバーシェーネバイデ | 0 – 3    | ハンブルガーSV                                            |
| ---------------------------------- | -------- | --------------------------------------------------------- |
|                                    | レポート | タル・ハーダー 34分 · ブロイエル 70分 · シュナイダー 90分 |

| SCウニオン・オーバーシェーネバイデ |  |                                                                   |  |
|                                    |  |                                                                   |  |
|                                    |  | フランツ・ミューラー (サッカー選手・一世)                         |  |
|                                    |  | フランツ・クラウツシュ                                            |  |
|                                    |  | ヘアマン・ルクス (サッカー選手)                                   |  |
|                                    |  | エーリヒ・シュタンケ                                              |  |
|                                    |  | オットー・マートヴィヒ                                            |  |
|                                    |  | アオゴスト・ハーマン                                              |  |
|                                    |  | オットー・シュプリットゲアバー                                    |  |
|                                    |  | ヴィリ・ヤハマン                                                  |  |
|                                    |  | マックス・フランケ                                                |  |
|                                    |  | ホースト・フランケ (ウニオンオーバーシェーネバイデのサッカー選手) |  |
|                                    |  | アルバート・ディーツ                                              |  |
| 監督                               |  |                                                                   |  |
|                                    |  |                                                                   |  |

| ハンブルガーSV                   |  |                                                   |
|                                  |  | ハンス・マーテンス                                |
|                                  |  | オット・カールソン                                |
|                                  |  | アルバート・バイアー (1900年生まれのサッカー選手) |
|                                  |  | マルセル・シュパイアー                            |
|                                  |  | ハンス・クローン                                  |
|                                  |  | ヴァルター・コルツェン                            |
|                                  |  | アースビョルン・ハルヴォーシェン                  |
|                                  |  | オットー・ハーダー                                |
|                                  |  | ルートヴィヒ・ブロイエル                          |
|                                  |  | カール・シュナイダー (1895年生まれのサッカー選手) |
|                                  |  | ハンス・ラーフェ                                  |
| 監督                             |  |                                                   |
| アルバート・ウィリアム・ターナー |  |                                                   |

## 得点ランキング[6]
| 選手 | 選手                                  | クラブ                             | 試合数 | 得点数 |
| ---- | ------------------------------------- | ---------------------------------- | ------ | ------ |
| 1.   | オットー・ハーダー                    | ハンブルガーSV                     | 3      | 5      |
| 2.   | アンドレアス・フランツ (サッカー選手) | SpVggフュルト                      | 2      | 3      |
| 3.   | ヴィリー・アシャール                  | SpVggフュルト                      | 2      | 2      |
| 4.   | ヘアマン・ルックス (サッカー選手)     | SCウニオン・オーバーシェーネバイデ | 4      | 2      |